# Поместье Винцентия Поля
Поместье Винцентия Поля (пол. Dworek Wincentego Pola) расположено в Люблине. В поместье размещается биографический музей поэта и географа Винцентия Поля, являющийся подразделением Люблинского музея..

## История
Здание в стиле классицизма, в котором располагается музей, было построено в конце XVIII века на территории усадьбы Фирлеювщизна под Люблином и называлось Лиственничной усадьбой. В 1804—1810 годах дом принадлежал отцу Винцентия Поля — Франциску Ксаверию Полю, после чего был продан в связи с переездом семьи во Львов. В 1860 году граждане Люблинского воеводства передали этот дом в дар семье Полей, в собственности которых он пробыл следующие семнадцать лет.
В 1969 году здание перевезли на улицу Калиновщизна (дом 13) в Люблин, где планировалось создать музей под открытым небом, первым объектом которого и должен был стать дом Винцентия Поля.
2 декабря 1972 года, в столетие со дня смерти Винцентия Поля, его биографический музей был открыт.

## Коллекция
В музее хранятся рукописи произведений Винцентия Поля, издания его книг и биографических исследований о нём, а также его переписка. Помимо этого, представлены документы семьи Полей; рисунки внука поэта, Юлиуша Поля; мебель XIX века; коллекция открыток конца XIX — начала XX века; газеты XIX—XX веков.
Винцентий Поль основал первую в стране кафедру географии в Ягеллонском университете, поэтому не удивительно также и то, что в музее находится большая коллекция глобусов — 110 экспонатов, а также карты и другие географические издания.
- Поместье Винцентия Поля
- Здание музея
- Интерьер музея
- Интерьер музея
- Интерьер музея
- Один из глобусов из коллекции музея
- Здание музея
- Литография 1883 года с изображением поместья